# Meredith Peak
Meredith Peak är en bergstopp i Antarktis. Den ligger i Västantarktis. Argentina, Chile och Storbritannien gör anspråk på området. Toppen på Meredith Peak är 204 meter över havet. Meredith Peak ingår i Princess Royal Range.
Terrängen runt Meredith Peak är kuperad norrut, men söderut är den platt. Havet är nära Meredith Peak åt sydost. Trakten är glest befolkad. Närmaste befolkade plats är Rothera Research Station, 11,8 kilometer söder om Meredith Peak. 